# Pirityi Sándor
Pirityi Sándor (Pestszentlőrinc, 1925. szeptember 15. – Pestszentlőrinc, Budapest, 2009. május 1.) magyar újságíró, a hadtudományok kandidátusa. A Budapesti Ismeretterjesztő Társulat tiszteletbeli elnöke. Az Uránia Ismeretterjesztő Alapítvány kuratóriumának elnöke volt.

## Életpályája
Szülei Pirityi Sándor (1897–1969) és Ohák Gizella voltak. 1947–1950 között fordítóként dolgozott. 1951-től a Magyar Távirati Iroda munkatársa volt. 1963–1967 között moszkvai tudósító volt. 1973–1995 között a külpolitikai főszerkesztőség helyettes vezetője volt. 1984-től a Magyar Pugwash Bizottság tagja volt. 1990-től a Magyar Hadtudományi Társaság elnökségi tagja, majd az etikai bizottság elnöke volt. 1993-tól a Tudományos Ismeretterjesztő Társulat országos ügyvezető kollégiumának tagja, majd a TIT Hadtudományi és Biztonságpolitikai Egyesületének tudományos alelnöke volt.

## Művei
- A leszerelés problémaköre; MTI, Budapest, 1962 (Világpolitikai dokumentumok)
- Óceánok, flották (1973)
- A leszerelés (1975)
- Tengerek stratégiája; Zrínyi, Budapest, 1976
- Hadászati fegyverrendszerek és korlátozásuk. SALT-SALART (1982)
- A Békedekrétummal kezdődött... Hét évtized a békéért; Zrínyi, Budapest, 1987
- Az ellenségkép változása (1990)
- A nemzeti hírügynökség története, 1880–1996; MTI Kiadói Kft., Budapest, 1996

## Díjai, elismerései
- Munka Érdemrend arany fokozata (1978)
- Bugát Pál-emlékérem (TIT) (1984)
- Rózsa Ferenc-díj (1984)
- Április Negyedike Érdemrend (1985)
- Aranytoll (1995)
- Tanárky Sándor-díj (1995)